# Casevecchie
 Casevecchie  là một xã ở tỉnh Haute-Corse trên đảo Corse, Pháp. Xã này có diện tích 9,06 km², dân số năm 1999 là 68 người. Khu vực này có độ cao 420 mét trên mực nước biển.